# Боскето (Парма)
Боскето је насеље у Италији у округу Парма, региону Емилија-Ромања.
Према процени из 2011. у насељу је живело 128 становника. Насеље се налази на надморској висини од 557 м.